# لشکر ششم کوهستان اس‌اس نورت
لشکر ششم کوهستانی اس‌اس نورد (به آلمانی:6. SS-Gebirgs-Division „Nord“) یکی از لشکرهای وابسته به وافن اس‌اس در جنگ جهانی دوم بود.

## فرماندهان
- کارل هرمان
- کارل ماریا دملهوبر
- ماتیاس کلاینهایسترکامپ
- هانس شایدر
- لوتهار دبس
- فریدریش ویلهلم کروگر
- گوستاو لومبارد
- کارل برنر
- فرانتس شرایدر